# الجبجب (إب)
الجبجب هي إحدى قرى الجمهورية اليمنية. وهي تتبع جغرافيًا لمحافظة إب. وإداريًا لمديرية بعدان. يبلغ تعداد سكانها 951 نسمة حسب الإحصاء الذي جرى عام 2004.